# Seio occipital
O seio occipital está localizado na cabeça. 
O seio occipital termina na confluência dos seios da dura matter, juntamente com os seios transversos de ambos os lados, e com o seio sagital superior.